# Lý Kiến Thành
Lý Kiến Thành (chữ Hán: 李建成, 589 – 2 tháng 7, năm 626), biểu tự Tỳ Sa Môn (毗沙門), là một Thái tử nhà Đường. Ông là con trưởng của hoàng đế khai quốc Đường Cao Tổ Lý Uyên, được phong Hoàng thái tử sau khi triều đại thành lập vào năm 618, do đó ông trở thành vị Thái tử đầu tiên của nhà Đường.
Lý Kiến Thành là một vị tướng tài giỏi, một chính trị gia xuất sắc song bị lu mờ trước các công lao của em trai là Tần vương Lý Thế Dân. Hai người tiến hành tranh giành quyền lực trong nhiều năm, trong đó Lý Kiến Thành nhận được sự ủng hộ của Tề vương Lý Nguyên Cát. Năm 626, Đường Cao Tổ dần dần tỏ ý muốn hạn chế quyền lực của Lý Thế Dân để củng cố địa vị Thái tử, Lý Thế Dân biết Đường Cao Tổ sẽ không đổi ý nên đã gây ra Sự biến Huyền Vũ môn, giết chết Lý Kiến Thành và Lý Nguyên Cát, ép Lý Uyên nhường ngôi vị.

## Thân thế
Lý Kiến Thành sinh năm 589, tức trong thời gian trị vì của Tùy Văn Đế Dương Kiên. Ông là trưởng tử của Lý Uyên với Đậu phu nhân, con gái của Thần Vũ công Đậu Nghị (竇毅) với Tương Dương công chúa Bắc Chu. Đậu phu nhân còn hạ sinh Lý Thế Dân, Lý Huyền Bá, Lý Nguyên Cát và Bình Dương Chiêu công chúa.
Năm 616, các cuộc khởi nghĩa nông dân bắt đầu nhấn chìm miền Bắc Trung Hoa, còn Đông Đột Quyết thường xuyên suất quân xâm nhập, Tùy Dạng Đế phái Lý Uyên đi trấn thủ Thái Nguyên, với nhiệm vụ chống lại cả quân nổi dậy và quân Đột Quyết. Khi đó, Lý Uyên đưa Lý Thế Dân cùng đến Thái Nguyên, song để Lý Kiến Thành, Lý Nguyên Cát và một người con khác là Lý Trí Vân, cùng gia thuộc ở Hà Đông (河東, nay thuộc Vận Thành, Sơn Tây). Ông cũng lệnh cho Lý Kiến Thành bí mật kết giao với anh tài ở Hà Đông.
Năm 617, do lo sợ sẽ bị Tùy Dạng Đế trừng phạt vì không đối phó được với Định Dương khả hãn Lưu Vũ Chu (một thủ lĩnh nổi dậy), lại được Lý Thế Dân thuyết phục, Lý Uyên đã nổi dậy phản Tùy. Sau đó, Lý Uyên phái người đến Hà Đông mật báo cho Lý Kiến Thành đưa gia quyến đến Thái Nguyên. Cả nhà đến nơi an toàn, riêng Lý Trí Vân (mới 13 tuổi) ở lại Hà Đông.
Tuy nhiên, trước khi Lý Kiến Thành, Lý Nguyên Cát và Sài Thiệu (con rể) đến được Thái Nguyên, Lý Uyên đã nổi dậy, tuyên bố là muốn lập Dương Hựu làm Hoàng đế, và để Tùy Dạng Đế làm Thái thượng hoàng. Đáp lại, các quan lại triều Tùy bắt giữ Lý Trí Vân, giải đến Trường An rồi xử tử.

## Góp phần khai quốc
Lý Uyên cho Lý Kiến Thành và Lý Thế Dân làm tướng, tấn công quận Tây Hà. Lúc này nghĩa quân phần lớn là lính mới được chiêu mộ, Lý Kiến Thành ra lệnh chấn chỉnh quân pháp, cấm tơ hào của dân, đồng cam cộng khổ với tướng sĩ, vừa hành quân đánh trận vừa lấy lòng dân chúng, trong vòng chín ngày đã chiếm được quận Tây Hà (西河, nay gần tương ứng với Lữ Lương, Sơn Tây), gây ấn tượng với cha. Lý Uyên vui vẻ nói: "Cứ dụng binh theo cách này, có thể hoành hành thiên hạ." rồi phong cho Lý Kiến Thành làm Lũng Tây quận công, nhận chức 'tả lĩnh quân đại đô đốc'. Sau đó, Lý Uyên chia quân đội thành chín lộ, Lý Kiến Thành và Lý Thế Dân mỗi người nắm ba lộ. Lý Uyên tiến quân hướng về Trường An, song khi đến gần Hà Đông, quân lính không thể tiếp tục tiến tiếp do mưa lớn. Do có tin đồn rằng Lưu Vũ Chu và Đông Đột Quyết sắp tiến công Thái Nguyên, Lý Uyên bắt đầu hạ lệnh lui quân về Thái Nguyên, song Lý Kiến Thành và Lý Thế Dân đã thuyết phục được Lý Uyên thay đổi quyết định. Lý Kiến Thành và Lý Thế Dân sau đó chiếm được Hoắc Ấp (霍邑, nay thuộc Lâm Phần, Sơn Tây), thuyết phục được Lý Uyên bỏ qua Hà Đông và tiến thẳng về kinh thành Trường An. Sau khi vượt Hoàng Hà ở Quan Trung, Lý Uyên phái Lý Kiến Thành cùng Lưu Văn Tĩnh (劉文靜) tiến về phía đông để bảo vệ Đồng Quan và kho Vĩnh Phong (永豐倉), và cũng để chuẩn bị ngăn chặn bất kỳ đội quân cứu viện nào của Tùy từ đông đô Lạc Dương. Khi Lý Uyên tiến gần đến Trường An, Lý Uyên cho triệu cả Lý Kiến Thành và Lý Thế Dân đến để cùng bao vây kinh thành. Vào mùa đông năm 617, Lý Uyên chiếm được Trường An và tuyên bố lập Dương Hựu làm hoàng đế, tức Tùy Cung Đế. Lý Uyên tự phong cho mình làm Đường vương (唐王), trở thành quan phụ chính cho Tùy Cung Đế, Lý Kiến Thành được phong làm Đường vương Thế tử (唐王世子).
Vào mùa xuân năm 618, Lý Kiến Thành được bổ nhiệm làm Phủ Quân đại tướng quân, Đông Thảo nguyên soái, được Lý Uyên phái cùng Lý Thế Dân suất 10 vạn quân hướng về Lạc Dương, tuyên bố là đến cứu viện quân Tùy ở đây chống lại Ngõa Cương quân của Lý Mật. Quân Tùy ở Lạc Dương từ chối giao thiệp, Lý Kiến Thành và Lý Thế Dân rút về Trường An sau một số cuộc chạm trán nhỏ với Ngõa Cương quân.
Cũng vào mùa xuân năm 618, Vũ Văn Hóa Cập lãnh đạo một cuộc binh biến ở Giang Đô (江都, nay thuộc Dương Châu, Giang Tô), sát hại Tùy Dạng Đế. Khi tin tức truyền đến Trường An, Lý Uyên đã buộc Tùy Cung Đế phải thiện nhượng, lập ra triều Đường. Đường Cao Tổ lập Lý Kiến Thành làm Hoàng thái tử.
Năm 619, Đường Cao Tổ phái Lý Kiến Thành suất quân tiến công quân nổi dậy của thủ lĩnh Hộ Hương công Chúc Sơn Hải (祝山海), kết quả Lý Kiến Thành giành được chiến thắng. Cũng trong năm đó, khi Lương Đế Lý Quỹ (một thủ lĩnh nổi dậy) bị thuộc hạ là An Hưng Quý (安興貴) bắt giữ và xin hàng Đường, Đường Cao Tổ đã phái Lý Kiến Thành đến Nguyên châu ứng tiếp An Hưng Quý và giải Lý Quỹ về Trường An.
Lý Kiến Thành nổi danh khoan dung song ham thích uống rượu và săn bắn. Đường Cao Tổ muốn bồi dưỡng khả năng chính trị cho Lý Kiến Thành nên đã giao nhiều quốc sự cho Lý Kiến Thành xử lý, chỉ cần không phải quân vụ trọng yếu thì có quyền tự quyết. Đồng thời, phái Lễ bộ thượng thư Lý Cương (李綱) và Dân Bộ thượng thư Trịnh Thiện Quả (鄭善果) đến làm cung quan, tham mưu cho Lý Kiến Thành.
Vào mùa thu năm 620, tin vào lời tấu trình rằng Lý Trọng Văn (李仲文) - người khi đó đang trấn thủ Thái Nguyên, liên kết với Đông Đột Quyết và có kế hoạch nổi dậy, Đường Cao Tổ đã phái Lý Kiến Thành suất quân đến Bồ Phản (蒲反, tức Hà Đông) để chuẩn bị chống Lý Trọng Văn, trong khi triệu Lý Trọng Văn trở về kinh thành, kết quả Lý Trọng Văn tuân theo lệnh và bị xử tử.
Vào mùa xuân năm 621, khi tù trưởng Hung Nô Lưu Tiên Thành (劉仚成) suất vạn người quấy rối biên thùy của Đường, Đường Cao Tổ đã phái Lý Kiến Thành đem quân đi chống trả. Khi Lý Kiến Thành đến Phu châu, gặp quân của Lưu Tiên Thành, quân Đường giết chết hàng trăm và bắt được hơn một nghìn người Hung Nô. Lý Kiến Thành giả vờ cho phóng thích số tù nhân Hung Nô bị bắt, khiến một lượng lớn người Hung Nô đến xin hàng. Lý Kiến Thành thấy quân Hung Nô quá đông, lo sợ sẽ có biến nên đã giết chết hết họ, chỉ Lưu Tiên Thành trốn thoát và chạy đến chỗ Lương Đế Lương Sư Đô. Năm 622, Lý Kiến Thành là một trong các tướng lĩnh được Đường Cao Tổ phái đi chống lại một cuộc tiến công của Đông Đột Quyết.

## Kình địch với Lý Thế Dân
Trong khi đó, giữa Lý Kiến Thành và Lý Thế Dân diễn ra cạnh tranh quyền lực khốc liệt. Lý Thế Dân được phong tước Tần vương, có công đánh bại các đối thủ lớn như Tiết Nhân Cảo, Vương Thế Sung, và Đậu Kiến Đức trong công cuộc thống nhất Trung Hoa, có được uy thế to lớn trong quân đội. Lý Nguyên Cát được phong tước Tề vương, về phe với Lý Kiến Thành trong cuộc cạnh tranh này và thường thúc đẩy Lý Kiến Thành có hành động cứng rắn chống lại Lý Thế Dân. Bản thân Lý Kiến Thành cũng có ưu thế riêng: do ở ngôi Thái tử lâu ngày, tham gia khá sâu vào quốc sự lại hành động cẩn trọng, không phạm sai sót nên cũng chiếm được sự ủng hộ của hầu hết quan viên trong triều. Ngoài ra Lý Kiến Thành còn duy trì được mối quan hệ thân thiết với các phi tần của Đường Cao Tổ hơn hẳn Lý Thế Dân, góp phần tác động đến cảm tình của Đường Cao Tổ dành cho mình. Có thể nói lúc này nội bộ triều Đường đã chia làm hai phe phái: Phe ủng hộ Tần vương chủ yếu là các võ tướng nắm binh quyền trong quân đội và phe ủng hộ Thái tử chủ yếu là những văn thần nắm những chức vụ quan trọng trong triều đình.
Vào mùa đông năm 622, một tướng cũ của nước Hạ là Lưu Hắc Thát nổi dậy sau khi Đường Cao Tổ cho xử tử Đậu Kiến Đức. Khi Đường Cao Tổ phái Lý Thế Dân tiến quân đi đánh Lưu Hắc Thát. Lý Thế Dân thắng trận nhưng lại để ông ta trốn thoát được và cùng năm đó đã quay lại cùng với viện binh là quân Đông Đột Quyết, thế như chẻ tre, nhanh chóng đánh bại nhiều tướng lĩnh triều Đường và khôi phục lãnh thổ đã chiếm đóng khi trước. Lý Kiến Thành đã tình nguyện dẫn quân xung trận nhằm lập thêm công trạng theo đề xuất của Vương Khuê và Ngụy Trưng. Khoảng tết năm 623, quân của Lưu Hắc Thát sa lầy khi tiến công Ngụy Châu (魏州, nay thuộc Hàm Đan, Hà Bắc) của Đường. Lý Kiến Thành vừa dẫn binh tấn công, vừa dùng kế thả tù binh để chiêu an, khiến quân của Lưu Hắc Thát dao động, thừa cơ tiêu diệt toàn quân tại Quán Đào (館陶, nay cũng thuộc Hàm Đan). Lưu Hắc Thát bị Lưu Hoằng Cơ truy đuổi, phải chạy trốn sang Đông Đột Quyết, song bị Gia Cát Đức Uy (諸葛德威) bắt giữ, rồi bị giải đến chỗ Lý Kiến Thành, Lý Kiến Thành cho xử tử Lưu.
Năm 623, Đông Đột Quyết lại chia hai cánh quân xâm nhập vào lãnh thổ Đường, Đường Cao Tổ phái Lý Kiến Thành và Lý Thế Dân xuất binh ngăn cản. Sau khi trở về, vào một dịp, Lý Nguyên Cát đã cố thuyết phục Lý Kiến Thành ám sát Lý Thế Dân khi Lý Thế Dân đến phủ của Lý Nguyên Cát, song Lý Kiến Thành không nỡ giết chết hoàng đệ nên đã yêu cầu Lý Nguyên Cát dừng lại.
Năm 624, Lý Kiến Thành trưng dụng một số tinh binh của tướng La Nghệ để bổ sung cho đội cận vệ của mình, một hành động trái với quy định của Đường Cao Tổ. Khi biết về sự việc, Đường Cao Tổ đã trách mắng Lý Nguyên Cát và cho lưu đày thuộc hạ của ông là Khả Đạt Chí (可達志).
Mùa hè năm đó, để củng cố quyền lực của thái tử, Đường Cao Tổ giao việc triều chính lại cho Lý Kiến Thành xử lý, còn mình dẫn theo Lý Thế Dân và Lý Nguyên Cát đi nghỉ ở Nhân Trí cung (仁智宮, nay thuộc Đồng Xuyên, Thiểm Tây). Lý Kiến Thành đã nhân lúc này lệnh cho tổng quản Khánh châu (慶州, nay thuộc Khánh Dương, Cam Túc) Dương Văn Can (楊文幹) mộ lính đưa đến Trường An. Lang tướng Nhĩ Chu Hoán (爾硃煥) và hiệu úy Kiều Công Sơn (橋公山) đã thượng tấu với Đường Cao Tổ rằng Lý Kiến Thành khuyến khích Dương Văn Can nổi dậy. Đường Cao Tổ biết tin liền nổi giận, cho triệu Lý Kiến Thành từ Trường An đến Nhân Trí cung. Lý Kiến Thành tuân mệnh, đem theo rất ít thủ vệ đến Nhân Trí cung thỉnh tội, Đường Cao Tổ bèn hạ lệnh giam giữ Thái tử và cho triệu Dương Văn Can đến đối chất. Nhưng Dương Văn Can biết tin này lại quyết định nổi dậy. Đường Cao Tổ phái Thế Dân xuất binh đi đánh Dương Văn Can, hứa với Lý Thế Dân nếu thắng sẽ lập Thế Dân làm thái tử và giáng Lý Kiến Thành làm Thục vương, đưa đến đất Thục. Tuy nhiên đến khi Lý Thế Dân đem quân rời đi, Lý Nguyên Cát cùng các phi tần của Đường Cao Tổ và tể tướng Phong Đức Di (封德彝) đã nói giúp cho Lý Kiến Thành. Đường Cao Tổ thấy Lý Kiến Thành ngoan ngoãn đến thỉnh tội thì cũng cho rằng ông không có ý mưu phản, hành động trưng binh này chủ yếu để đối phó với Tần vương phủ nên đã thay đổi ý định, phóng thích Lý Kiến Thành và cho phép ông trở về Trường An, vẫn giữ tước vị Thái tử. Đường Cao Tổ cho rằng Lý Kiến Thành đã bị thuộc hạ xúi giục đối phó với Lý Thế Dân, và trong việc cáo án Thái tử mưu phản cũng có sự tham gia của Tần vương phủ nên đã quy tội gây bất hòa giữa các hoàng nhi cho thuộc hạ của Thái tử là trung doãn Vương Khuê, Tả vệ soái Vi Đĩnh (韋挺), lẫn thuộc hạ của Lý Thế Dân là Thiên sách phủ binh tào Đỗ Yêm, đưa họ đi lưu đày.
Cùng năm, trước các cuộc tiến công liên tục từ Đông Đột Quyết, Đường Cao Tổ đã suy tính nghiêm túc đến việc đốt bỏ Trường An và rời kinh đô đến Phàn Thành, Lý Kiến Thành, Lý Nguyên Cát và Bùi Tịch chấp thuận đề xuất này. Tuy nhiên, Lý Thế Dân đã phản đối, vì thế kế hoạch không được thực hiện. Trong khi đó, Lý Thế Dân phái tâm phúc của mình đến Lạc Dương để lập căn cứ ở đó. Đến khi Lý Thế Dân bị ngộ độc mà không chết sau một bữa tiệc ở Đông cung, Đường Cao Tổ đã tính đến việc phái Lý Thế Dân đến trấn thủ Lạc Dương để ngăn ngừa xung đột tiếp diễn. Tuy nhiên, Lý Kiến Thành và Lý Nguyên Cát sau khi đàm luận thì cho rằng điều này sẽ giúp Lý Thế Dân có cơ hội gây dựng căn cứ quyền lực riêng, vì thế đã phản đối, Đường Cao Tổ quyết định không thực hiện điều này.

## Qua đời
Trong hai năm 625 và 626, Đường Cao Tổ nhiều lần tỏ ý muốn hạn chế bớt quyền lực của Lý Thế Dân, củng cố ngôi vị thái tử. Lý Thế Dân lo sợ mình sẽ dần dần mất hết quyền lực và bị Lý Kiến Thành sát hại, các thuộc hạ của Thế Dân là Phòng Huyền Linh, Đỗ Như Hối và Trưởng Tôn Vô Kị liên tục thúc giục Lý Thế Dân có hành động trước, còn Ngụy Trưng cũng khuyến nghị Lý Kiến Thành tiến công Lý Thế Dân trước. Lý Kiến Thành sai người đem thư và một xe chở vàng bạc đến chỗ Uất Trì Kính Đức, tỏ ý muốn kết thân, song Uất Trì Kính Đức từ chối. Lý Kiến Thành thuyết phục Đường Cao Tổ loại bỏ Phòng Huyền Linh và Đỗ Như Hối, cũng như Uất Trì Kính Đức và Trình Giảo Kim khỏi địa vị thuộc hạ của Lý Thế Dân. Trưởng Tôn Vô Kị không bị loại bỏ, và ông ta vẫn tiếp tục cố thuyết phục Lý Thế Dân hành động trước.
Vào mùa đông năm 626, Đông Đột Quyết lại tiến công Đường, và theo đề xuất của Lý Kiến Thành, Đường Cao Tổ đã quyết định để Lý Nguyên Cát xuất quân đi kháng cự thay thế Lý Thế Dân, Lý Nguyên Cát được quyền chỉ huy phần lớn các binh lính dưới quyền Lý Thế Dân trước đây. Lý Thế Dân hết sức lo lắng, sợ rằng với việc quyền binh nắm trong tay Lý Nguyên Cát, ông ta sẽ không thể kháng cự lại một khi bị tiến công. Lý Thế Dân đã phái Uất Trì Kính Đức bí mật đưa Phòng Huyền Linh và Đỗ Như Hối về phủ của mình, và vào một đêm, họ đã dâng tấu cáo buộc với Đường Cao Tổ rằng Lý Kiến Thành và Lý Nguyên Cát thông gian với các phi tần của Đường Cao Tổ. Đáp lại, Đường Cao Tổ đã hạ chiếu triệu Lý Kiến Thành và Lý Nguyên Cát vào triều sáng hôm sau, ngoài ra cũng triệu các lão thần Bùi Tịch, Tiêu Vũ và Trần Thúc Đạt đến để tra xét cáo buộc của Lý Thế Dân. Biết Lý Kiến Thành và Lý Nguyên Cát sẽ đi qua Huyền Vũ môn (玄武門) ở phía bắc hoàng cung, Lý Thế Dân đã phái Trưởng Tôn Vô Kỵ và Uất Trì Kính Đức dẫn theo vài trăm binh lính của Tần vương phủ phục kích. Lý Thế Dân đã đích thân bắn một mũi tên giết chết Lý Kiến Thành, còn Uất Trì Kính Đức giết chết Lý Nguyên Cát. Nghe tin Thái tử và Tề vương bị phục kích, Phùng Lập và Phùng Dực đã dẫn 2000 binh mã của Đông cung tấn công dữ dội vào Huyền Vũ môn, giết chết tướng thủ Huyền Vũ môn là Kính Quân Hoằng và Lữ Thế Hành, thậm chí Tiết Vạn Triệt còn hô hào quân lính tấn công Tần vương phủ. Chỉ khi Uất Trì Kính Đức chặt thủ cấp Lý Kiến Thành và Lý Nguyên Cát để phủ dụ thì đạo binh này mới tan. Quân của Lý Thế Dân tiến vào cung, Đường Cao Tổ đứng trước sự đã rồi buộc phải lập Lý Thế Dân làm thái tử, hai tháng sau thì nhường ngôi. Cả năm con trai của Lý Kiến Thành cũng bị Lý Thế Dân giết chết.
Lý Kiến Thành thoạt đầu bị tước bỏ khỏi danh sách tông thất. Sau khi Đường Thái Tông lên ngôi đã cho táng Lý Kiến Thành theo lễ thân vương, lệnh các cựu thần Đông cung đến dự. Đường Thái Tông cũng truy phong Lý Kiến Thành là Tức Ẩn vương (息隐王), cho hoàng tử Lý Phúc (李福) của mình làm hậu tự của Lý Kiến Thành.
Năm 642, Đường Thái Tông lại truy phong Lý Kiến Thành là Ẩn thái tử (隱太子).

## Gia đình

### Thê thiếp
- Thái tử phi Trịnh Quan Âm (郑观音; 599 - 676), xuất từ Huỳnh Dương Trịnh thị (荥阳郑氏), chắt nữ Bắc Ngụy Thái thường khanh, Từ châu Thứ sử Trịnh Đạo Ngọc (郑道玉), cháu gái Bắc Ngụy Tư đồ phủ Trường sử, Gián nghị Đại phu, Thái thú Dĩnh Xuyên quận, Ngô Sơn quận công Trịnh Kham (郑谌), con gái Bản châu Đại trung chính, Tùy Khai phủ nghi đồng tam ty, Kim Tử quang lộc đại phu, Hoạt châu Thứ sử Trịnh Kế Bá (郑继伯). Gả cho Lý Kiến Thành năm 614, sinh được ít nhất một con gái.
- Thừa huy Dương Xá Nương (杨舍娘; 598 - 668), xuất từ Hoằng Nông Dương thị (弘农杨氏), chắt nữ Bắc Ngụy Sứ trì tiết Đại tướng quân; Phu châu, Mân châu, Yên châu, Thành châu, Văn châu, Phù châu, Đặng châu, Triệu châu Thứ sử; Thảng Thành quận công Dương Thiệu (杨绍), cháu gái Sứ trì tiết Nghi Đồng Đại tướng quân Dương Trường (杨长), con gái Tùy Thông Hóa phủ Ưng Dương Lang tướng Dương Mân (杨珉). Gả cho Lý Kiến Thành năm 618, sinh được ít nhất một con gái.

### Hậu duệ
Lý Kiến Thành có 6 con trai và 5 con gái. Sau sự biến Huyền Vũ Môn, 5 người con trai còn sống đều bị giết, 5 con gái bị giáng từ quận chúa xuống huyện chúa. Từ mộ chí của thê thiếp Lý Kiến Thành, rất có thể Lý Kiến Thành và các con trai  được chôn cùng một nơi.
- Con trưởng: Lý Thừa Tông (李承宗; 620), phong Thái Nguyên quận vương (太原郡王), mất sớm.
- Con trai thứ 2: Lý Thừa Đạo (李承道; 620 - 626), phong An Lục quận vương (安陆郡王).
- Con trai thứ 3: Lý Thừa Đức (李承德; ? - 626), phong Hà Đông quận vương (河东郡王).
- Con trai thứ 4: Lý Thừa Huấn (李承訓; ? - 626), phong Vũ An quận vương (武安郡王).
- Con trai thứ 5: Lý Thừa Minh (李承明; ? - 626), phong Nhữ Nam quận vương (汝南郡王).
- Con trai thứ 6: Lý Thừa Nghĩa (李承義; ? - 626), phong Cự Lộc quận vương (钜鹿郡王).
- Con gái thứ 2: Lý Uyển Thuận (李婉順; 622 - 661), tự là Uông Nương, phong Văn Hỉ huyện chúa (闻喜县主), lấy Lưu Ứng Đạo (刘应道).
- Con gái thứ 5: Quy Đức huyện chúa (归德县主), con Trịnh Quan Âm.
- Con gái Nhạc Lăng huyện chúa, con Dương Xá Nương, gả cho Vu Thiện Tuần, huyện lệnh huyện Ôn ở Lạc Châu.